# Франквил (Горња Гарона)
Франквил (фр. Franquevielle) насеље је и општина у јужној Француској у региону Миди Пирене, у департману Горња Гарона која припада префектури Сен Годан.
По подацима из 2011. године у општини је живело 356 становника, а густина насељености је износила 32,72 становника/km². Општина се простире на површини од 10,88 km². Налази се на средњој надморској висини од 500 метара (максималној 565 m, а минималној 437 m).

## Демографија
| 1962. | 1968. | 1975. | 1982. | 1990. | 1999. | 2011. |
| ----- | ----- | ----- | ----- | ----- | ----- | ----- |
| 373   | 403   | 362   | 379   | 349   | 333   | 356   |

График промене броја становника у току последњих година